# Кеплер (телескоп)
„Кеплер“ е космически телескоп на НАСА, предназначен да търси земеподобни планети. „Кеплер“ обикаля Слънцето почти 10 години и използвайки фотометър, продължително следи яркостта на над 145 000 звезди в определено поле на видимост. Данните събрани от тези наблюдения са анализирани, с цел да се открият периодични флуктуации на светлината на звездите, които посочват присъствието на планети извън Слънчевата система. Телескопът и мисията носят името на немския астроном – Йохан Кеплер
Апаратът е изстрелян на 6 март 2009 в 22:49:57 местно време от космодрума Кейп Канаверал. Първите резултати на мисията са оповестени на 4 януари 2010 г. Както се и очаква, първите данни са за планети с кратък период на обикаляне около звездите си, като по-късно се очакват и данни за такива с по-дълъг период. Анализите от първите шест седмици посочват 5 нови планети - всичките много близо до звездите си. Измежду по-значимите резултати са най-малко една планета с твърда повърхност и два мистериозни обекта, които са с размер на планети, но по-горещи от звездите около които обикалят. Анализът сочи, че тези обекти са бели джуджета. 
На 30 октомври 2018 г. от НАСА обявиха, че космическият телескоп Кеплер е изчерпал горивото си. По време на мисията си, продължила 9 години, 7 месеца и 23 дни, той откри над 2600 екзопланети. Космическият кораб бе деактивиран на 15 ноември 2018 г., като оттеглянето му съвпадна с 388-а годишнина от смъртта на Йоханес Кеплер през 1630 година.

## В проекта Zooniverse
На 16 декември 2010 г. данните от мисията стават част от проекта Zooniverse под името Planethunters.org . На този адрес, чрез опростен интерфейс, всеки може да анализира светлинните криви на наблюдаваните звезди за спадове в яркостта, предполагащи наличие на една или повече планети. По този начин екипът иска да ускори процеса на търсене, да намери планети, пропуснати при компютърния анализ и да класифицира звездите според активността им.